# Gülletourismus
Gülletourismus ist ein politisches Schlagwort, welches den Transport von Gülle über weite Strecken in Gebiete mit wenig Viehhaltung oder Biogasanlagen bezeichnet.
In Deutschland gibt es keine behördlich geführte Datenbank über den Umfang und die zurückgelegten Transportstrecken. Der BUND gibt auf Basis eines „Nährstoffberichts“ des Landwirtschaftsministeriums in Niedersachsen an, dass Gülle, Hühnerkot und Gärreste aus Biogasanlagen mit einem jährlichen Volumen von 34 Millionen Tonnen an andere Betriebe abgegeben werden. Der BUND schätzt, dass rund ein Zehntel dabei überregional transportiert wird. Rund 75.000 Transporte mit drei Millionen Tonnen Gülle rollten demzufolge jedes Jahr über niedersächsische  Straßen.
Gülletourismus gibt es auch zwischen den Niederlanden und Nordrhein-Westfalen und im Bundesland Bayern.